# 送信所

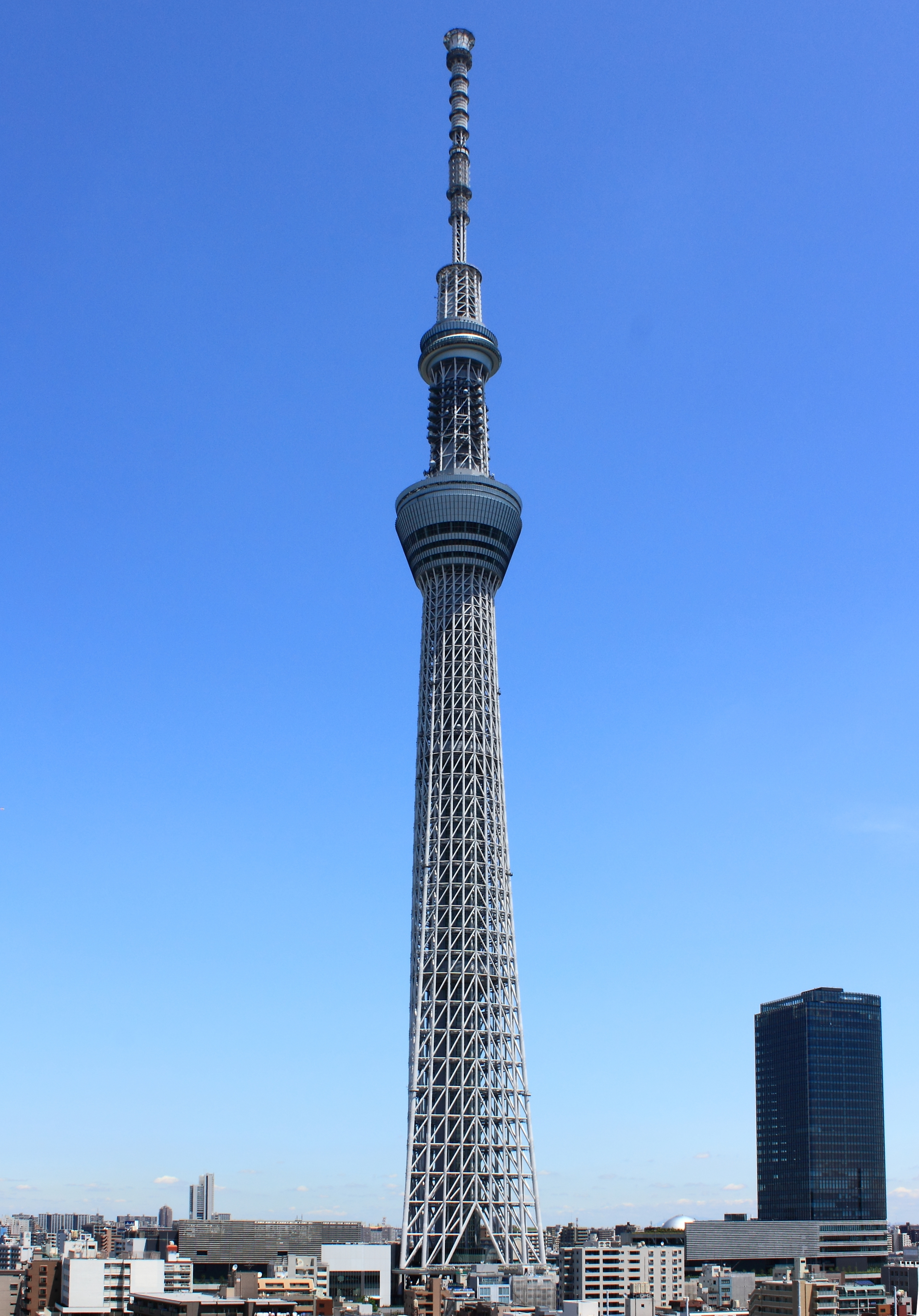
複数放送会社の共同送信所・東京スカイツリー

送信所（そうしんじょ）とは、信号を送り出す場所や施設のことであり、無線通信分野においては広義に無線局（英語: radio station）のことであるが、日本の電波法の範囲においては、より細かく無線局の一部、すなわち電波を送る（送信する）ための電気的設備を主として置いた施設のことを示す。
以下、日本の放送局（放送業務を行う無線局）などにおけるものを中心として述べる。なお、ここでは地上波放送の送信所について説明し、衛星放送の地球局（アップリンク局）は衛星放送に譲る。

## 概要
日本の「無線設備」および「無線局」の定義は以下の通りである。
- 「無線設備」とは、無線電信、無線電話その他電波を送り、又は受けるための電気的設備をいう（電波法第2条4号）。
- 「無線局」とは、無線設備及び無線設備の操作を行う者の総体をいう。但し、受信のみを目的とするものを含まない（電波法第2条5号）。

すなわち送信所とは無線局の中で、電波を送るための電気的設備（送信設備 : 電波法施行規則第2条35）を主として置いた施設を示している。特に大電力送信を必要とする無線局では、他の施設と独立して設けられることが多い。またこういった無線局では受信のみを主目的として別に施設を置く場合も多く、送信所に対してこれを受信所と呼んでいる（受信所は電波法施行規則第5条による）。
無線局に好適な土地を得やすいアメリカなどでは、大電力送信を必要とする無線局などであっても必要な全ての設備を1か所にまとめて設置、1か所でひとつの無線局として送信所、受信所といった区別がなされない場合が多いが、地形変化に富む日本では好適な土地を確保することは困難であり、送信所として電波を送るための電気的設備をひとまとめにして独立させ、後述の通信所や演奏所などと離れた場所に施設することが一般的である。

## 固定局などの場合

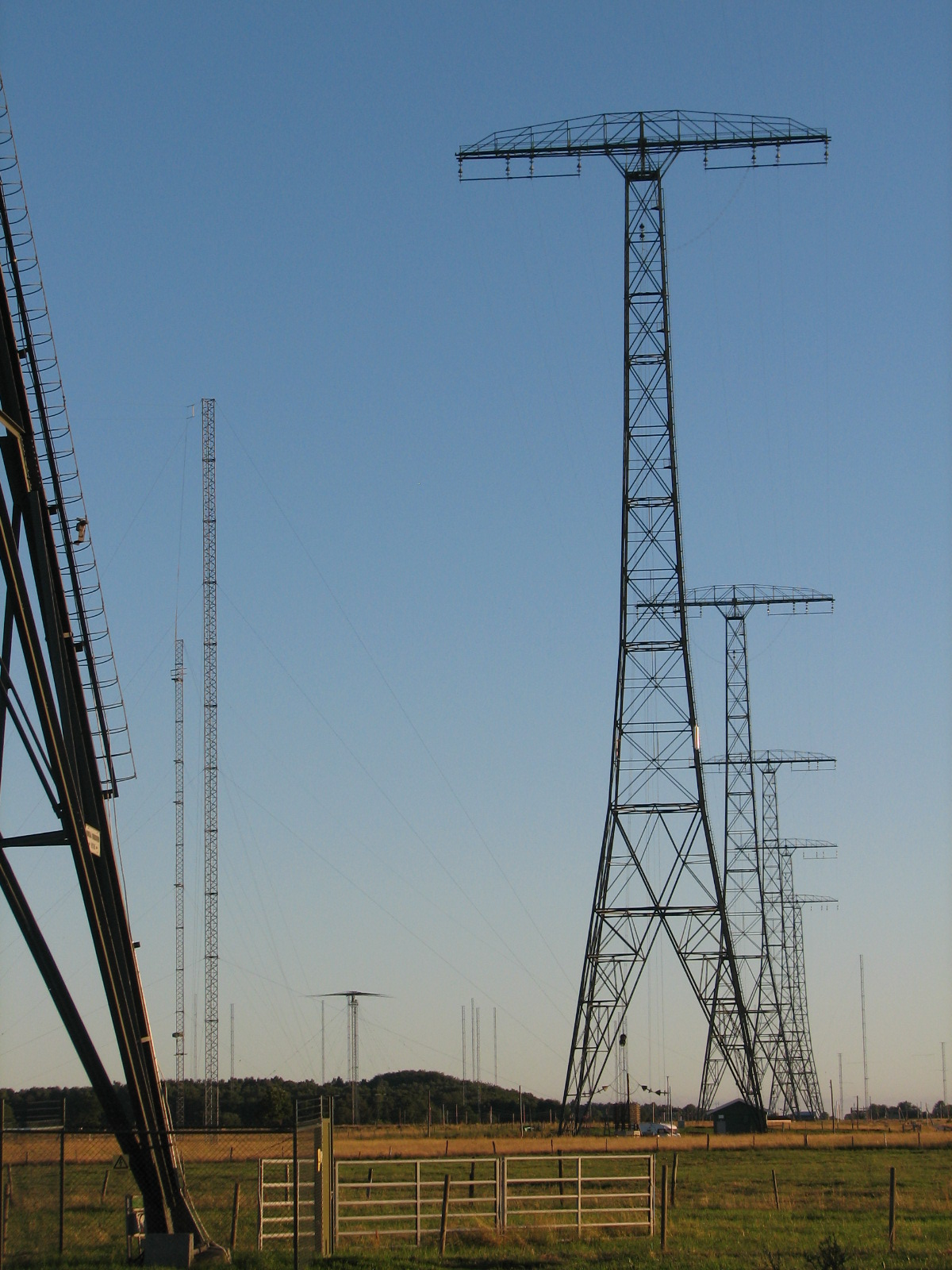
超長波の送信所、スウェーデンにあるヴァールベリの無線局

固定局（電波法施行規則第4条1）などで、大出力の送信装置（電波法施行規則第2条36）と大規模な送信空中線系（電波法施行規則第2条37）を必要とする場合には、アンテナ展張のための広い敷地を確保し、また基本波障害（高調波ではなく送信する電波そのものによる他局への電波障害）を防ぐ目的などから、人里離れた郊外に施設を置くことが多い。しっかりとした受信設備も必要であることから、さらに受信所が別の場所に置かれることも多い。
今日では送信所は常時無人とされ、その操作は通信所（演奏所の場合もある）からの遠隔操作によるものが多い。通信所は通常、業務に便利な人里に設置され、送信所に置かれた無線送信機（リニアアンプ、パワーアンプ）を操作するための操作端末はここに置かれる。操作端末（エキサイター）・無線受信機（レシーバー）は有線・無線の専用回線などで結ばれている。通信所には無線通信士、陸上無線技術士などの無線従事者が常駐、監督および操作端末を操作することにより、無線局の運用を行う。
なお日本のアマチュア局（電波法施行規則第4条24）についても近年、その空中線電力が最大1kWまで許可されるようになり、最大限運用するためには中規模の無線局（電波法施行規則第4条6）の送信所と似たようなものが要求されるようになってきている。

## 放送局の場合

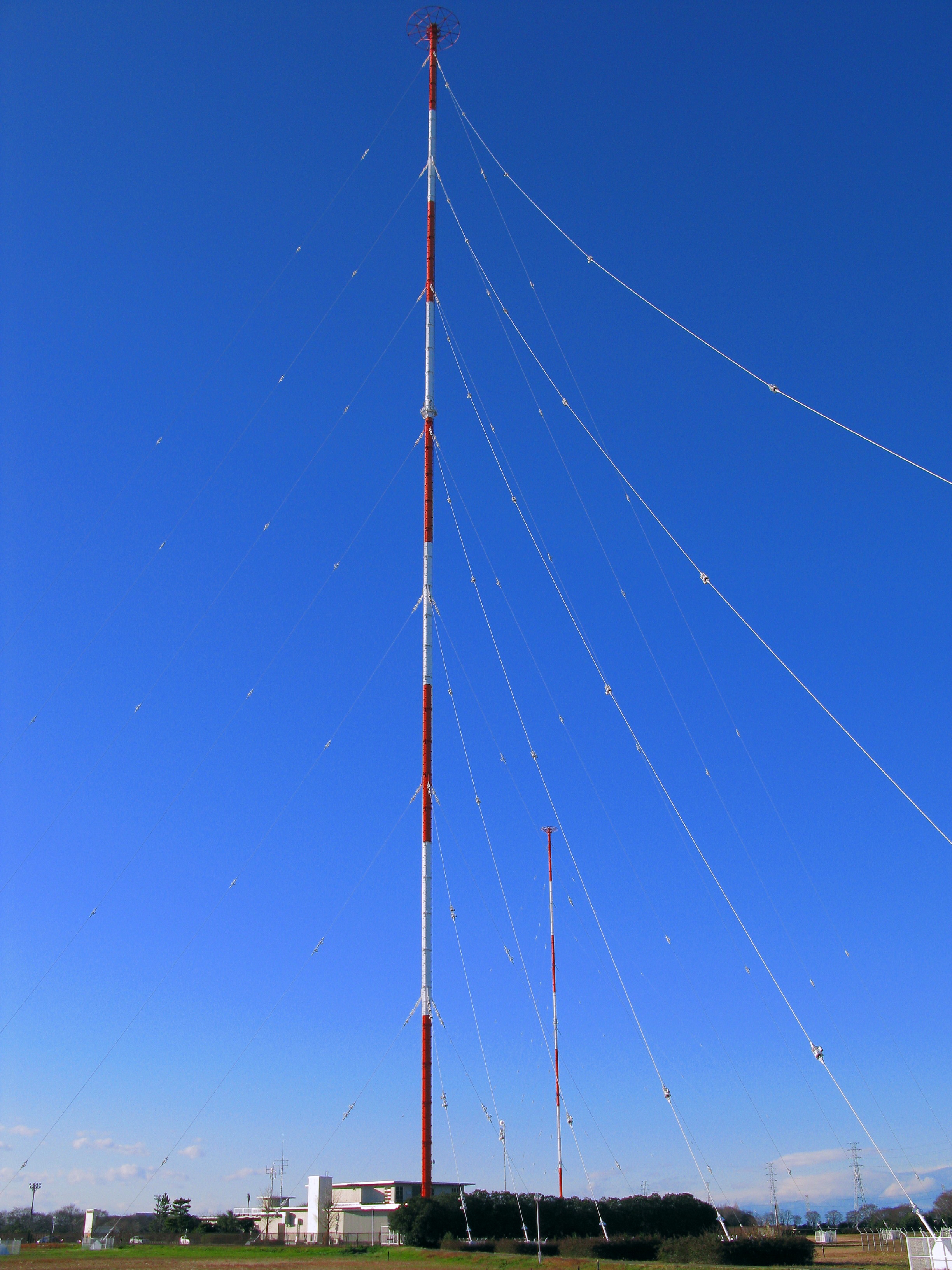
AMラジオ放送の送信所、NHK菖蒲久喜ラジオ放送所

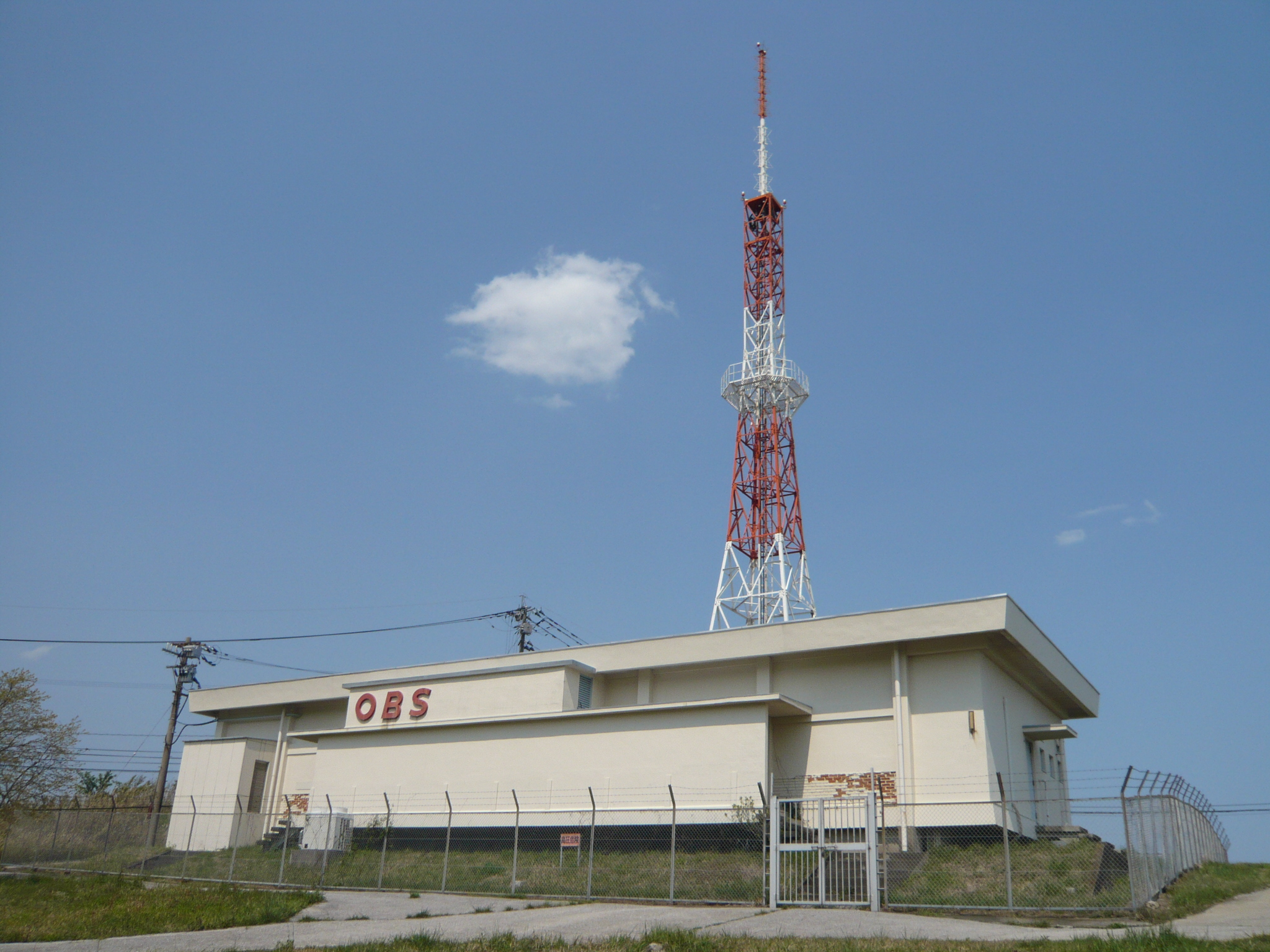
テレビジョン放送の送信所（大分放送）

放送用の送信所は地域の状況により、また放送会社毎にその仕様はかなり異なる。以下、概ね共通するところについて、日本民間放送連盟編集の『放送ハンドブック』（東洋経済新報社、原著1991年5月）および『放送ハンドブック改訂版』（日経BP社、原著2007年4月）にあるところを基に述べる。
放送に割当される放送用電波（放送波）には、短波放送などを除き、その歴史的経緯や業務内容（放送対象地域が原則的に都道府県単位、いわゆる広域放送と呼ばれるものでも地方単位であるなど）から長距離伝送用の周波数は基本的に割当されない。加えて放送にはシステムの高い信頼性が求められることから、放送局（電波法施行規則第4条2）の送信所はその放送区域の割に大規模なものとなる。例えば中波ラジオ（AMラジオ）放送であれば、100kWの大電力に100mクラスの送信鉄塔（送信アンテナ）、極超短波 (UHF) を用いて実施される地上波デジタルテレビジョン（地デジ）放送では10kWの大電力に600m超えのタワー頂部に置いた送信アンテナでようやく関東地方や東京都及びその近隣を放送区域とするといった例がある。また放送は不特定多数への一方通行の情報伝達、すなわち送信のみであることから送信所は他の無線局のものよりもその規模の大小を問わず、概してはっきりしたものとなっている。これがいわゆるコミュニティFMや中継局になると、初級のアマチュア無線局の上限と同じ10～20W程度で運営されている社が多い。
なお放送の場合、上述、通信所にあたるところが演奏所になる。
放送局の送信所（放送所といわれることもある）では、演奏所からの映像・音声信号を無線あるいは有線回線によって受け取り、送信装置を用いて電波としてアンテナから輻射する。なお放送波の送信に用いる送信装置のことを特に放送機（英語: broadcast transmitter）と呼ぶことが多い。
日本の地上波放送会社はテレビジョン、ラジオともに一般に放送対象地域の多くを放送区域とする親局（本局などともいう）と、地形的条件などにより親局でカバーしきれない放送対象地域内の地域にサービスを行う中継局（中継放送局、中継放送所などともいう）を持ち、放送対象地域全域を放送系としてカバーしている。すなわち親局、中継局ともに送信所ではあるが、概ね大規模な送信設備を持つところを送信所、これ以外を中継局と呼び分けていることが多い。中継局は送信所としての機能を持つが、入力となる回線に違いが見られ、親局と比較して概して小規模である。
なお、放送対象地域が法令により狭く限定されるコミュニティFMでは、小規模なアマチュア局程度の設備で十分となることが多く、送信所と演奏所を併設している例が多い。
AMラジオ放送用の送信所などを除き、その多くは放送区域を見通せる山上に設置されるが、東京タワー、東京スカイツリー、名古屋テレビ塔、東山タワー、瀬戸デジタルタワー、福岡タワーのように平野部の市街地に数百m高の塔を建設、その頂部にアンテナを配して設置する場合もある。送信所は放送会社単独で所有する場合もあれば、複数の放送会社で共同所有する場合もある。
AMラジオの送信所は各局の親局を中心に広大な敷地を必要とするが、空いた敷地を使いメガソーラーを設置する例もある。MBSラジオが初めて設置した。

### 回線
演奏所から送信所への信号伝送は電気通信事業者が敷設する専用有線回線、放送会社が自社所有する無線回線（これをSTLという）などで行われる。中継局では、放送波を受信してこれを再送信する方式（放送波中継）、放送前の信号を有線あるいは無線の回線（別の中継局からの信号を受信する方式をTTLという）で受けてこれを送信する方式などがある。

### 放送機

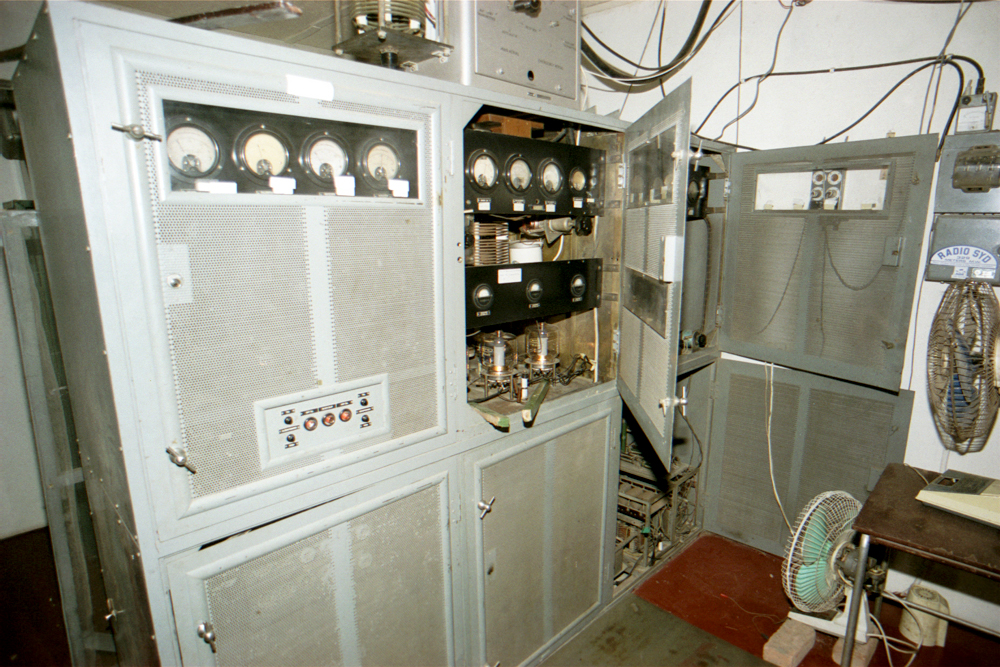
ガンビアの「Radio Syd」で使われている2.5kW送信機

気象条件が厳しく地形変化に富み地域による人口密度差の大きい日本の場合、放送機（放送波送信機）には相当な能力が求められる。すなわち中波ラジオ放送では最大500kW、超短波 (FM) ラジオ放送では最大10kW、地上デジタルテレビジョン放送では最大10kWの大出力を作り出す必要があり、かつその放送形態は「フル・エア」であることから、24時間365日の運用に耐えられる様、すなわち装置の故障程度では放送事故となる放送停止にはならないよう多重化されている。例えば放送機2機を持ち、常時は1機で運用しているがこれに不具合が生じると直ちに待機しているもう1機に切り替える現用予備方式、放送機3機を持ち、常時は2機を運用してその出力を合成（加算）し、1機を待機させておく方式などがある。また近年の固体化、すなわち従来の真空管ではなく半導体による増幅器を用いた放送機では多数の増幅器モジュールの出力を合成する方式が主流となっており、増幅器単体に故障があっても直ちに放送が停止することはない。この場合、故障した増幅器の出力分を他の増幅器で補えるように、定格出力に余裕を持たせた構成とすることも行われている。
なお、放送機の出力はアマチュア局の送信機などとは異なり、後述のアンテナと併せ、所定の放送区域にサービスを行うに足りる必要最小限の出力、すなわち放送区域の端で規定の最低電界強度を達成する値が選定される。つまり空中線電力ではなく、実効輻射電力 (ERP) であり、単純に放送機の出力=空中線電力の大小によるサービスエリアの大小とはならない。
中継局ではその放送区域が限定されることから、1kW程度のものから数百mW程度のものまで、状況に応じて様々な出力のものが用いられる。ただし中継局は概ねその保守管理が大変な場所に置かれることから今日、親局のものと同様に装置の故障で簡単に放送が停止しないように工夫がなされたものが用いられるようになってきている。

### アンテナ

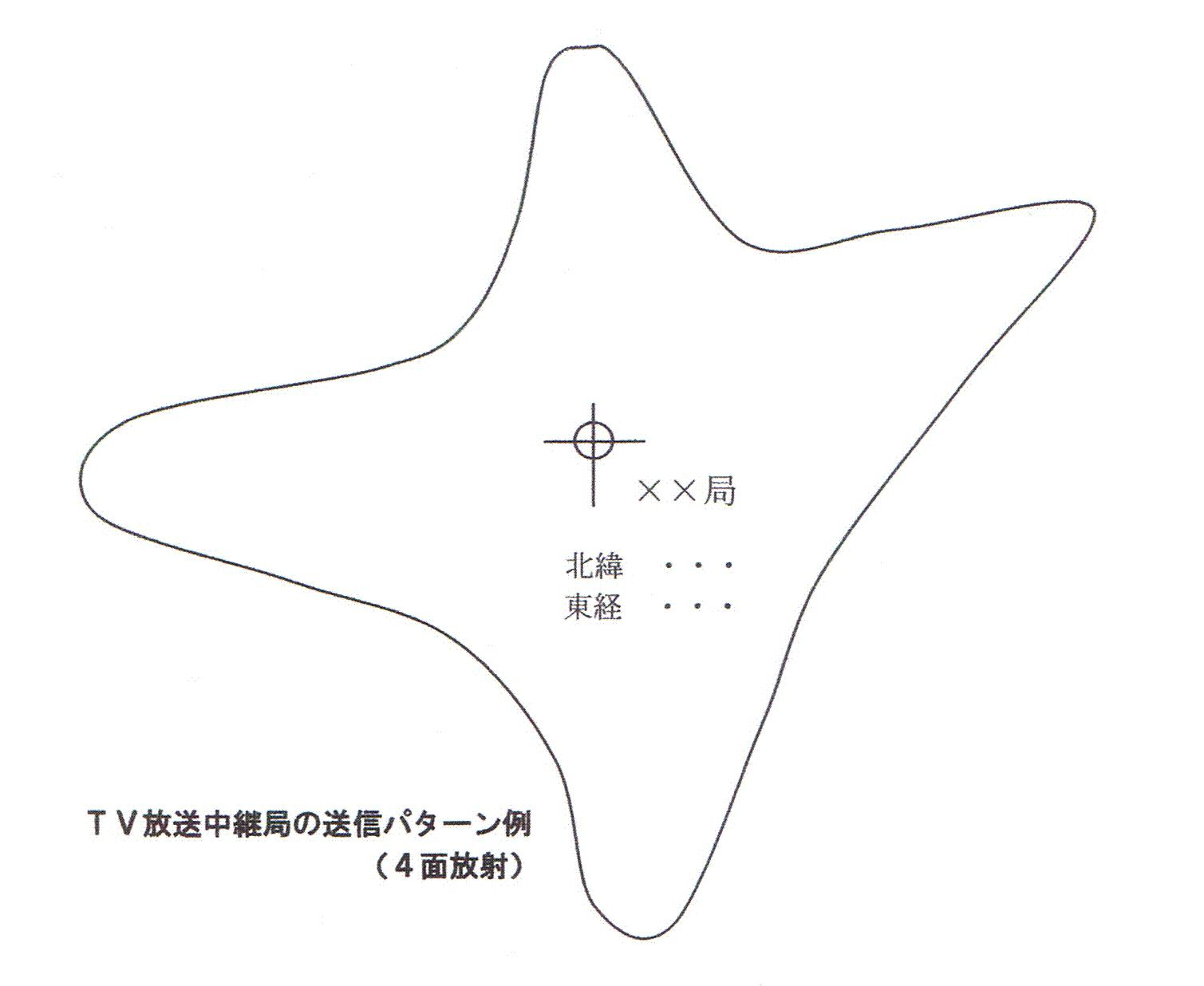
テレビジョン中継局の放送波放射パターン（4面放射）例。複数の指向性アンテナを組み合わせ、それぞれに電力を分配して細かく指向性を作る。

放送機の出力を放送波として輻射するためのアンテナは、所定放送区域へのサービスを確実とし、かつ所定放送区域を逸脱しないために必要な利得や指向性を持つものが選ばれる。アンテナによってはティルトさせて使用されることもある。大電力送信は放送機が大きくなる分、初期費がかかり、またその維持経費もかかることから不経済であり、できるだけERPを大きく、空中線電力を小さくするように設計されるが、ERPを大きくするためにアンテナを大きくするとまた不経済なものとなるため、その組み合わせは難しい。特に放送区域が隣接する中継局のアンテナは慎重に選定される。日本では地形の関係上、送信所を放送区域の中心に設置することは難しく、送信範囲を特定方向のみ広くする「指向性 (D=Direction)」を付加して送信していることが多い。中波ラジオ放送用のアンテナであればダウンリード（引き下げ輻射線のこと）の数を特定方向に多くしてその方向、あるいは主鉄塔と副鉄塔を設け副鉄塔を導波器としてその方向に強く輻射させる、逆に鉄塔頂部からワイヤーなどを出し、適当となる位置にダウンリードと副整合舎を設け、その方向への輻射をわざと減衰させるといったことがなされる。またFM、テレビジョン放送であれば、複数のループアンテナや八木・宇田アンテナを使用、それぞれに送信電力を分配することによって細かな指向性を作るといったことがなされる。
通常、FM、テレビジョン放送用のVHFおよびUHF帯用のアンテナは、周辺の障害物を避け、見通し範囲を確保する目的から、山や高台の鉄塔上に設置される。
また中波・短波ラジオ放送用のアンテナは接地抵抗が低い、海や川、池、水田など湿地を中心に建設することが多い。ただし海上や海岸などに設けたこれらのアンテナは塩害を受けやすく、鉄塔の寿命が短くなる問題がある。

### その他の設備
遠隔装置
演奏所と専用線もしくは加入電話線（光ファイバーやアナログ回線）あるいは無線回線によって結ばれており、演奏所から送信所の各機器の制御をおこなうことができるようになっている。また各機器の状態についても遠隔装置により演奏所に通報される。小規模中継局では通報機能のみのものが使われることもある。
エア・モニタ
法定。自局から電波が発射されているかを確認するために必要。ミニサテライト局（送信出力が非常に小さいテレビジョン中継局、別途規定がある）以外のテレビ送信所にはテレビ受像機が置かれている。校正された業務用のものを置いている場合もあるが、法令上、細かな技術基準は特に定められておらず、一般家庭で使用されているものを置いていることが多い。ラジオ送信所についても同じで、ごく普通のラジオが置かれていることが多い。
スタジオ・調整室
最低限の演奏所機能である。法令上の規定はないが、特に中波ラジオ送信所（主に親局）には大規模災害などにより演奏所が使用不能になる事態に備え（演奏所は県都のオフィス街にある例がほとんどである）、最低限の放送が継続できるように簡易的なスタジオが設置してあるところがある。新潟放送では過去2回、1955年の新潟大火と1964年の新潟地震で使用されている。テレビジョン送信所では中継車と接続して放送を継続させることもある。
予備電源装置
自家発電装置・無停電電源装置などである。商用電源供給がなくなった場合（停電など）でも一定期間、放送が続けられるようにする。法令上は「設置することが望ましい」と規定されている。
エアコン
送信所内の温度・湿度を一定に保つ。大規模送信所に多く、法令に定められる電波の質を維持するために設けられる。比較的大出力の重要中継局や小規模中継局でも悪条件環境下にある場合、設置されているところがある。
暖房器具
寒冷地の送信所・中継局ではストーブが置かれており、冬場の保守・点検に用いられている。
換気扇
過去、エアコンが一般的でなかった時代、主に送信設備から生じる熱を排出するために設置されていた。エアコンのない中継局などでは今でも主にその目的のために設置されるが、今日、エアコンのある中継局などの場合、主にエアコン故障時のバックアップ用として設けられる。なお、海浜部に置かれている送信所、中継局などの換気扇には、塩害対策用の特殊なフィルタと一体化されているものもある。温度スイッチによる自動起動、自動停止としてあるものがほとんどである。
職員用施設
特に親局には職員が一定期間滞在できるように、最低限の設備が設けられていることが多い。具体的には放送設備の保守点検時、別途規定のある政見放送時の有人監視、あるいは地震・台風・洪水・津波・雪害などの自然災害発生時、あるいはその恐れのあるときなどに用いられる。テレビ、ラジオともに現在の親局の多くは常時無人化されているが、過去そのほとんどが有人であったことから、当時の施設をそのままもしくは改修して使用できるようにしてあるところもある。厳しい自然環境にあるところに設置されている中継局についても同様で、孤立に備え、救援が来るまで持ち堪えられるように、連絡用業務無線が置かれ、水・食糧・医薬品・毛布や寝袋などが備蓄されている。

## 大規模送信所の例

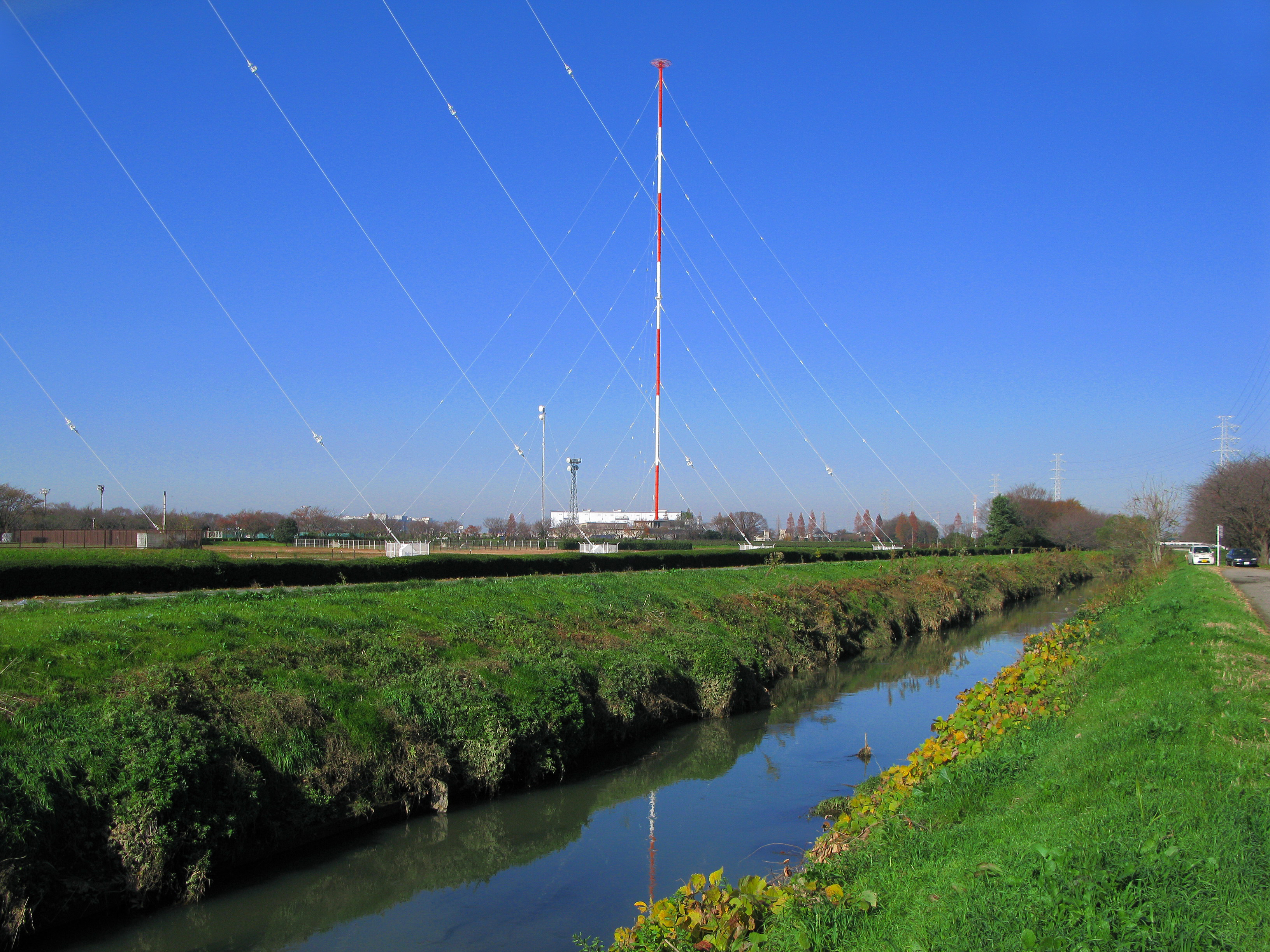
川を挟みNHK菖蒲久喜ラジオ放送所の第2放送送信アンテナを望む

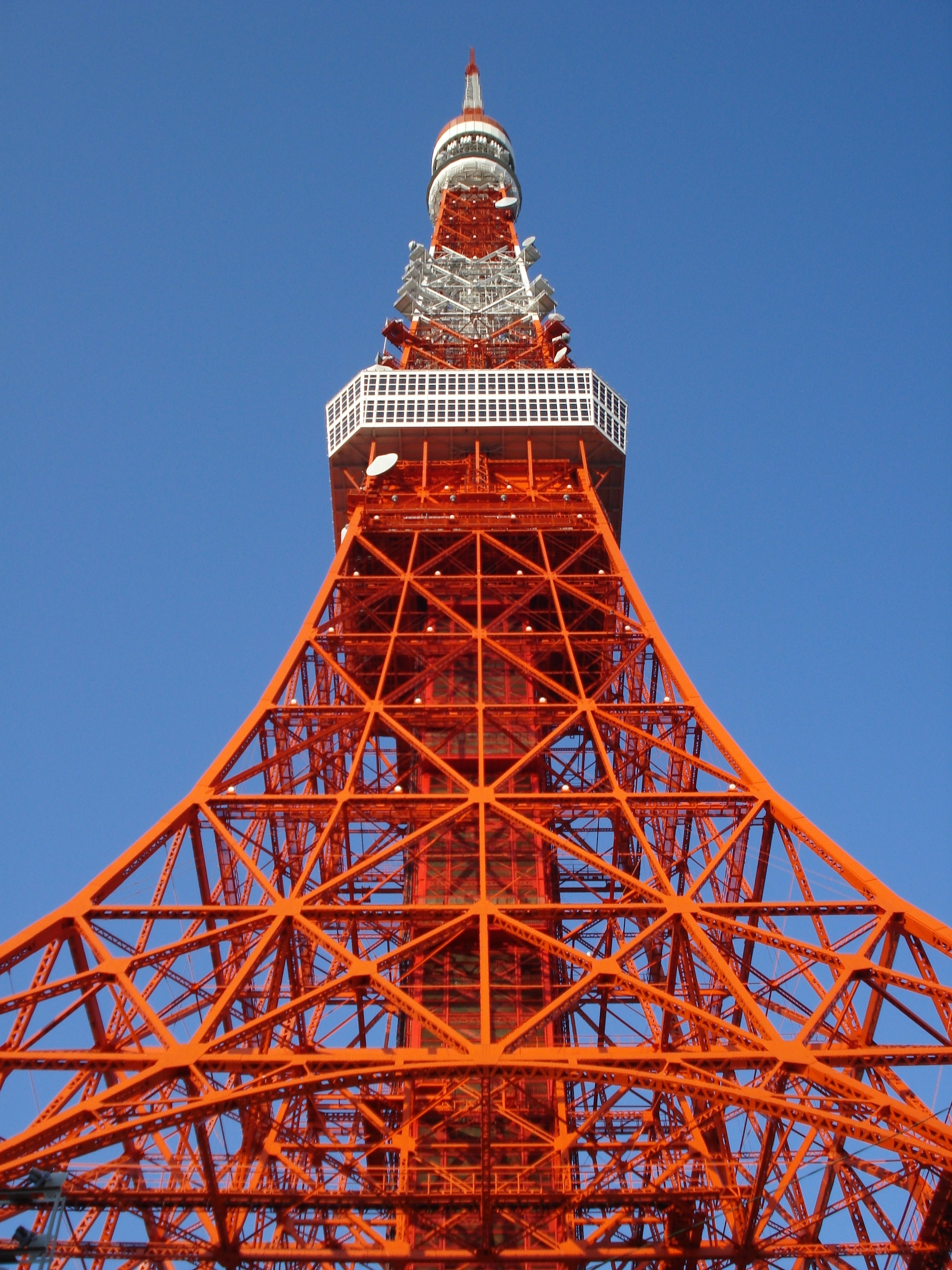
東京タワー

### VLF/LF/MF/HF
えびの送信所
宮崎県えびの市
はがね山標準電波送信所 (JJY)
佐賀県佐賀市・福岡県糸島市市境、羽金山
おおたかどや山標準電波送信所（同上）
福島県田村市・福島県双葉郡川内村境界、大鷹鳥谷山
依佐美送信所（1993年廃局）
愛知県刈谷市高須町山ノ田1
針尾送信所
長崎県佐世保市
原町送信所（1933年廃局）
福島県南相馬市
検見川送信所（1979年廃局）
千葉県千葉市花見川区検見川町
臼井送信所（2001年廃局）
千葉県佐倉市江原新田
「ウルシグラム放送」を送出していた。茨城県三和町の名崎送信所へ統合。跡地は元から電電公社の所有地だったので、NTTファシリティーズの運営する「F佐倉太陽光発電所」。路線バスのバス停留所「送信所前」がこれに伴い「聖隷佐倉市民病院入口」に改称されている。
KDDI八俣送信所（NHKワールド並びにNHKワールド・ラジオ日本）
茨城県古河市
NHK菖蒲久喜ラジオ放送所（ラジオ東京第一・第二放送及び短波中継回線）
埼玉県久喜市
グリムトン長波海岸局
スウェーデン

### VHF/UHF/SHF
札幌送信所
北海道札幌市手稲区・西区（手稲山）
日本初のマウンテン・トップ方式送信所。様々な困難を排して北海道放送（HBC）が在道局の先陣を切ってテレビ送信所を設置。後にさっぽろテレビ塔に送信所を設けていたNHKや札幌テレビ放送（STV）も移転、現在は在道局のテレビ・FM送信所などが林立している。
東京タワー
東京都港区芝公園
東京都心周辺におけるテレビ放送の主送信所を1本化すべく建設されたが、竣工年は1958（昭和33）年となっている。諸事情によってそれが実現するのは、竣工13年目の1970年までかかった（最後に移転したのは日本テレビ）。
下記の東京スカイツリーでの本送信開始後、NHK-FMは予備送信所となり、テレビ放送もTOKYO MX・放送大学を除いて2013年5月31日をもって予備送信所となった。なお、J-WAVEは本社がある六本木ヒルズ森タワーに予備送信所を設置している。
一方、TOKYO FM、interfmは引き続き当送信所を継続使用。なお、放送大学は関東地区のテレビ・FM放送揃って2018年10月末をもって（BS放送およびインターネットラジオ <radiko> 配信に集中するため）地上波放送廃止と共に廃局。
東京スカイツリー
東京都墨田区押上
時代と共に高層建築物の増加から電波障害が増加して行った事への対策として、東京タワーより更に高層のテレビ・FM送信所として2012年2月29日に竣工、同年5月22日開業。開業に先立ち、同年4月1日から2016年6月30日までマルチメディア放送の、4月23日からNHKとJ-WAVEでFM放送の送信をそれぞれ開始。開業後は同年10月1日からTOKYO MXがテレビ放送の送信を開始し、その後はNHKと在京民放キー局のテレビ放送についても2013年5月31日から送信を開始、さらに在京AM局のFM補完局送信所も運用を開始している。
美ヶ原
長野県松本市・上田市境
長野県域局のテレビ・FM送信所が設置されている。標高が高いため、条件次第で関東平野などにも電波が届く（これは、長野放送(NBS)のアナログ放送終了記念特別クロージングの冒頭で公開した）。
名古屋テレビ塔
愛知県名古屋市中区栄
地上アナログ放送終了とともに瀬戸に機能を移したが、2012年4月1日から開始されたマルチメディア放送の送信所として再び活用。その後、2016年6月30日で送出局の役割を終える。
東山タワー
愛知県名古屋市昭和区
1969（昭和44）年、在名局初のUHF局・中京テレビの送信所として本社敷地内に建設。後に在名FM局（後述するRADIO-iを除く）や1983（昭和58）年開局のテレビ愛知の送信設備、各種基地局なども設置されたが、地上アナログ放送廃止に伴い、在名テレビ放送の送信所は瀬戸デジタルタワーに集約された。中京テレビの本社が移転した現在も、在名AM局のFM補完局を除く在名FM局の送信所と移動通信媒体の中継局として機能している。
瀬戸デジタルタワー
愛知県瀬戸市
2003（平成15）年度に、名古屋テレビ塔に代わるデジタルテレビ送信所として建設。同年11月に試験放送を始めた後、翌12月1日に本放送を始めた。
三国山
愛知県瀬戸市・豊田市・岐阜県土岐市境
在名外国語放送FM局・RADIO-iの送信所が設置されたが、同局の閉局によって一旦送信所は廃止。後にCBCラジオおよび東海ラジオのFM補完局送信所が設置されている。中京広域圏のデジタルテレビ送信所の試験局も設置されたが、スピルオーバーなどの問題から瀬戸市街地に瀬戸デジタルタワーを新たに建設する方針に変更された。
生駒山テレビ・FM送信所 （生駒山）
奈良県生駒市・大阪府東大阪市境
在阪局のFM送信所（FM COCOLOおよび在阪AM局のFM補完局を除く）は、大阪府大東市の飯盛山に設置。2003 (平成15) 年度に在京キー局・在名基幹局・在阪準キー局共一斉にデジタル放送を開始した。
金甲山送信所（金甲山）
岡山県岡山市南区・玉野市境
NHK岡山放送局、岡山・香川両県の民放テレビ局およびFM岡山の親局送信所、RSKラジオのFM補完中継局が設置されている。1979（昭和54）年度から、岡山県および香川県の民放テレビ局相互乗り入れ政策により、次第に現在の形になった。瀬戸内海を挟んでの香川県側で本送信所を受信する世帯向けに、NHK高松放送局が地デジ放送開始に合わせて北讃岐中継局を同所に設置している。
福岡タワー
福岡県福岡市早良区百道浜2丁目3番26号
それまで在福局の送信所はバラバラに設置されていたが、1993（平成5）年度から、FM FUKUOKAおよびLOVE FMを除いて当タワーに集約された。2006 (平成18) 年度から、デジタル放送送出機を新しく設置した。
久留米・鳥栖テレビ・FM放送所（九千部山）
福岡県那珂川市・佐賀県鳥栖市境
在福局の久留米テレビ・FM中継局、在福AM局のFM補完局およびLOVE FMの福岡親局送信所。
在佐局の鳥栖中継局（エフエム佐賀）・主送信所（デジタルテレビ）も設置されている。
金峰山（熊本テレビ・FM放送所）
熊本県熊本市西区河内町
在熊局のテレビ・FM送信所、在熊AM局のFM補完局。
1991年の雲仙普賢岳火砕流の際は、在長局の島原中継局への登山道路が通行不可能で運用停止になったため、1991年（平成3年）～2000年（平成12年）までの約9年間在長局の仮設中継局が設置された。
在熊局のすべての民放親局の物理チャンネルは、41～49chで送信されている。
鰐塚山
宮崎県宮崎市（旧・宮崎郡田野町）
マウンテン・トップ方式送信所を地方局では早い段階で採用。NHK・MRT・UMKの中央送信所はここだけ。
Nソウルタワー
大韓民国ソウル特別市
KVLY-TV塔
アメリカ合衆国ノースダコタ州